# مسجد شاهزاده (کرمانشاه)
مسجد شاهزاده یا مسجد شازده مسجدی در شهر کرمانشاه است که در محله تیمچه و خیابان جوانشیر این شهر واقع شده است و از آثار دورهٔ قاجاریه به‌شمار می‌رود. این مسجد در حدود سال ۱۲۳۷ قمری (۱۲۰۰ خورشیدی و ۱۸۲۱ میلادی) توسط محمدعلی میرزای دولتشاه بنا شده است.
مسجد شازده دارای آب انباری است که در گذشته از آن برای انبار و استفاده آب و به عنوان یخچال ب ای نگه داری مواد غذایی استفاده می‌شده که دارای دو در ورودی یکی از داخل کوچه و دیگری از انبار شبستان می‌باشد.

## ویژگی‌های بنا
صحن اصلی مسجد، مستطیل شکل و مفروش به سنگ تیشه‌ای و نوساز است که در ضلع شمالی آن، حسینیه‌ای نوساز و در ضلع‌های غربی و شرقی آن، کلاس‌ها و کانون‌های فرهنگی قرار دارند. بخش اصلی مسجد در ضلع جنوبی قرار دارد و شبستان ستون‌دار آن به شکل مستطیل است که پوشش تاق و گنبد آن بر روی هشت ستون و دیوارهای کناری قرار گرفته است. محراب بنا در میانهٔ ضلع جنوبی قرار دارد و با کاشی و سنگ مرمر پوشش یافته است. از دیگر ویژگی‌های این بنا، انباری است که در میانهٔ صحن ساخته شده و ورودی آن در داخل کوچهٔ مجاور قرار دارد.